# 당빈 (수호전)
당빈(唐斌)은 중국의 사대기서(四大奇書) 중 하나인 《수호전》(水滸傳)에 등장하는 인물이다. 94회부터 108회까지 등장하는 전호 휘하의 장수이다. 용감하고 강직한 성격으로 전호군에서는 포독산(抱犢山)의 수장을 맡아 인근 요해지인 호관(壺關)을 방어하고 있었다. 관승과는 구면인 사이.

## 생애
원래 포동현(蒲東縣)의 군관이었지만, 자신을 모함한 권세자(權勢者)를 살해하였고 수배자가 되어 도망쳤다. 처음에는 양산박으로 도망치려 했으나, 도중에 들른 포독산에서 산적을 하던 문중용(文仲容)·최야(崔埜)를 무찌르면서 그대로 포독산의 주인으로 들어앉는다. 이후 전호가 인근의 호관을 점령했을 때에는 그 위세가 막강하여 어쩔 수 없이 전호에게 투항한다.
이후 송나라군이 침공해 왔을 때에는 구면인 관승에게 귀순의 뜻을 전한다. 그리고 송나라군이 호관을 공격하자, 호관의 수장인 산사기(山士奇)의 원군 요청에 응하는 척하면서 송군과 내응하여 호관의 함락에 기여한다.
송나라에 귀순한 당빈은 바로 소덕(昭德) 공략에 가담하나 전호군의 원군으로 온 교도청에게 패해 이규와 포로로 잡히고 만다. 이후 송나라군이 소덕을 함락시키고 구출된다.
구출된 후에는 별동대로서 색초, 서녕 등과 함께 노성현(潞城縣) 공략에 가담하여 이를 함락시킨다. 여기에 관승, 문중용, 최야, 호연작, 양산박의 수군 두령들과 합류하여 유사현(楡社縣), 대곡현(大谷縣)을 잇달아 공략한다. 또 노준의군과도 합류하여 심원현(沁源縣)을 함락시키고, 그 기세 그대로 전호군의 본거지 위승(威勝)에 입성하여 전호군을 소탕한다.
전호군을 평정한 후에는 왕경 정벌에 참여한다. 장청과 경영 및 손안 등 다른 하북(河北)의 항장(降將)들과 함께 완주(宛州)를 공격하여 함락시킨다. 계속해서 산남군(山南群) 공략에 가담하는데, 여기서 포독산의 동료인 문중용과 최야가 왕경군의 맹장인 미생(縻貹)에게 죽고 만다. 당빈은 소리내어 통곡한다. 이후에는 노준의를 따라 서경(西京) 공략에 가담한다.
서경 함락 후, 당빈은 완주(宛州)에 비문(碑文)을 만들러 가는 소양과 김대견 등의 호위를 맡았으나, 도중에 미생 등의 습격을 받아 죽는다.